# Йоганнес Гесфлот Клебо
Йоганнес Гесфлот Клебо (норв. Johannes Høsflot Klæbo) — норвезький лижник, спеціаліст зі спринту, п'ятиразовий  олімпійський чемпіон, дев'ятиразовий  чемпіон світу, призер світових першостей. 
На Пхьончханській олімпіаді 2018 року Клебо здобув три золоті медалі — в індивідуальному спринті, в командному спринті та
в складі норвезької збірної в естафеті 4х10 км. За кількістю медалей Олімпіади він розділив перше місце з французьким біатлоністом Мартеном Фуркадом.

## Виступи на Олімпійських іграх
- 4 медалі - (4 золоті)

| Рік  | Вік | 15 км  | Скіатлон 15 км | 50 км мас-старт | Спринт | Естафета 4 × 5 км | Команднй спринт |
| ---- | --- | ------ | -------------- | --------------- | ------ | ----------------- | --------------- |
| 2018 | 21  | —      | 10             | —               | Золото | Золото            | Золото          |
| 2022 | 25  | Бронза | 40             | —               | Золото | Срібло            | Золото          |

## Виступи на чемпіонатах світу
- 7 медалей – (6 золотих, 0 срібних, 1 бронза)

| Рік  | Вік | 10 км | Скіатлон 15 км | 50 км мас-старт | Спринт | Естафета 4 × 5 км | Команднй спринт |
| ---- | --- | ----- | -------------- | --------------- | ------ | ----------------- | --------------- |
| 2017 | 20  | 15    | —              | —               | Бронза | —                 | 4               |
| 2019 | 22  | —     | 30             | —               | Золото | Золото            | Золото          |
| 2021 | 24  | —     | 4              | DSQ             | Золото | Золото            | Золото          |

## Зовнішні посилання
- Досьє на сайті FIS [Архівовано 22 грудня 2017 у Wayback Machine.]

## Виноски
1. ↑  https://pantheon.world/profile/person/Johannes_Høsflot_Klæbo
2. ↑  https://www.teamnor.no/profiler/langrenn/johannes-hosflot-klabo/
3. ↑  Store norske leksikon — 1978. — ISSN 2464-1480
4. ↑  Olympedia — 2006.
5. ↑  Men's 4 × 10 kilometre relay results (PDF). Архів оригіналу (PDF) за 28 червня 2021. Процитовано 11 квітня 2018.